# Alexander Forbes Irvine Forbes
Pour les articles homonymes, voir Forbes (homonymie).
Alexander Forbes Irvine Forbes, né le 13 avril 1871 et décédé le 15 mai 1959, est un astronome sud-africain. 

## Biographie
Il naquit en Écosse à Kinellar, Aberdeenshire et vint s'installer en Afrique du Sud en 1896. Il retourna en Écosse pour étudier, mais émigra ensuite de façon permanente en Afrique du Sud en 1909. Il travailla comme architecte jusqu'en 1932.
Il fut président de la Société astronomique d'Afrique du Sud sur la période 1942-1943.
Il a découvert la comète périodique 37P/Forbes. En outre, il fut l'un des co-découvreurs de la comète "Pons-Coggia-Winnecke-Forbes", qui est aujourd'hui connue sous le nom 27P/Crommelin en l'honneur de l'astronome qui calcula son orbite.